# 地心说

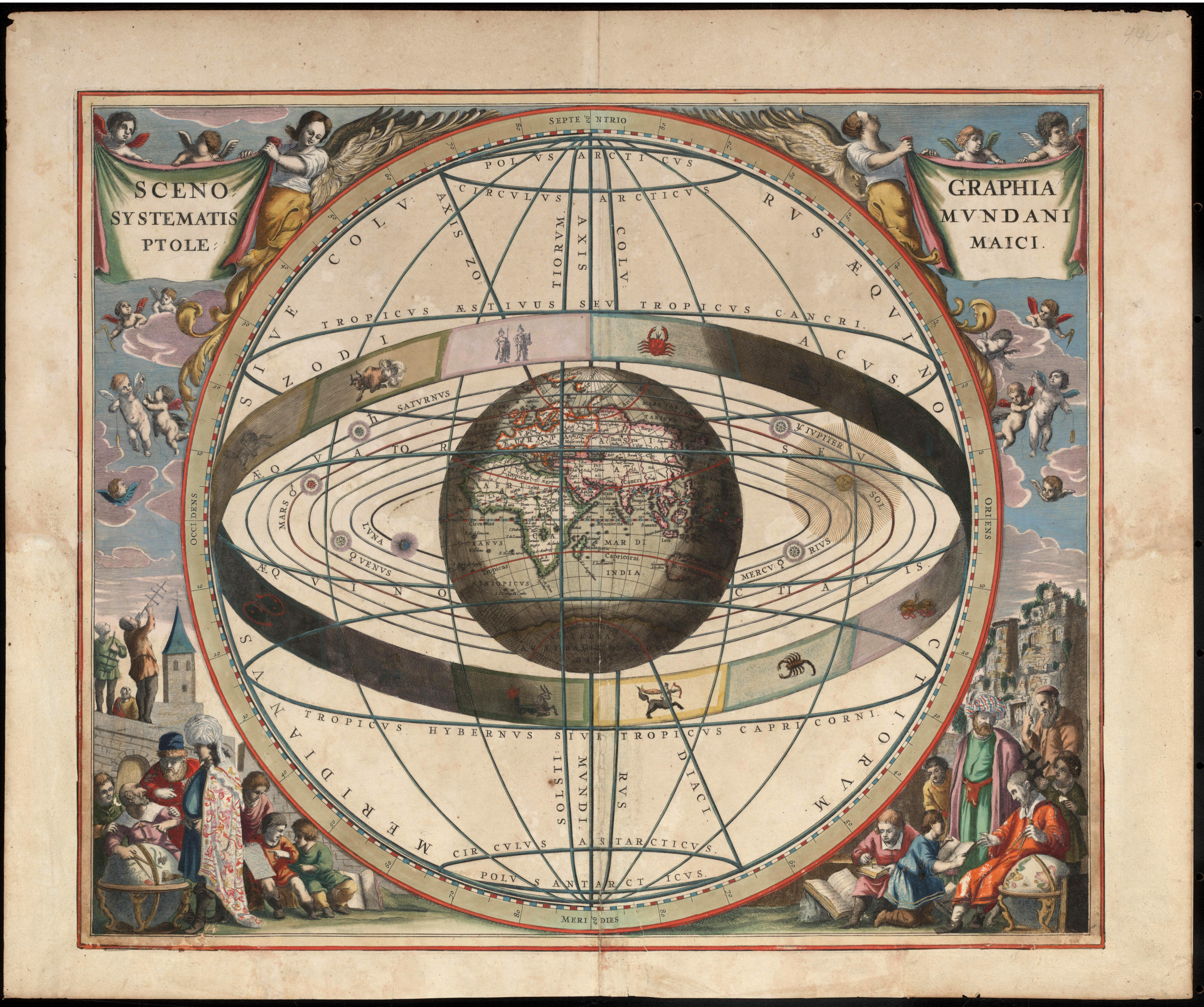
托勒密的宇宙体系图

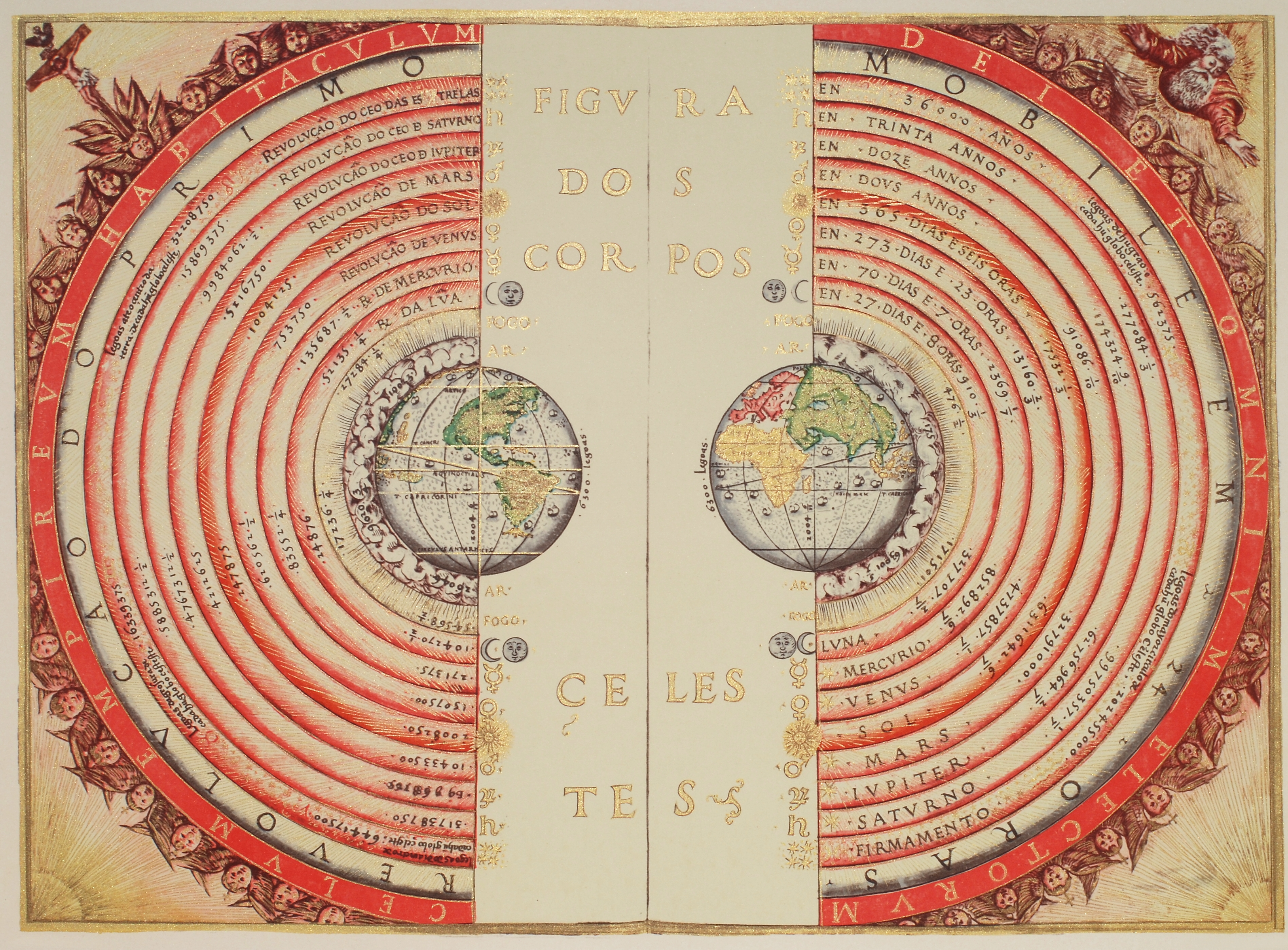
葡萄牙宇宙学家和制图师巴尔托洛梅乌·维利乌于1568年绘制的地心说宇宙模型，收藏于法国国家图书馆。

地心说，也称为地心說（英語：Geocentric model，也稱為 Geocentrism），是一种现今已被否定的天文学学说。地心说认为地球是宇宙的中心，而其他的日月星辰都環繞著地球而運行。
公元2世纪，罗马属埃及的天文学家托勒密將地心說的模型發展完善。為了解釋某些行星的逆行現象（即在某些時候，從地球上看部分星體的運動軌跡，有時這些星體會往反方向行走），托勒密提出了本轮的理論，即這些星體除了繞地軌道外，還會沿著一些小軌道運轉。
托勒密的理論能初步的解釋從地球上所看到的現象，并在欧洲被普遍接受，直到16世纪。在文藝復興時代，隨著科學技術的進步，一些支持日心說的證據逐漸出現，且有些證據無法以地心說解釋。因此，地心說逐漸占了下風，被哥白尼、伽利略、开普勒等支持的日心说取代。在現代世界，支持地心說的人已經寥寥無幾。

## 概要

托勒密系統的主要架構：行星以偏心點為圓心繞本輪（小圓）、均輪（大圓）兩個正圓轉動。

地心說在2世紀時被體系化了，是與地動說相異的學說。
在古希臘，亞里士多德和托勒密提出位於宇宙中心的地球周遭全天體公轉的想法，提出地球正是宇宙中心自轉的想法、太陽不是宇宙中心，提出正在自轉公轉的想法、位於宇宙中心的太陽繞地球公轉的想法。
天動說，在宇宙中心有地球，包含太陽全部的天體大約1天繞地球公轉。但是，太陽和行星的速度不同，考慮根據這個，在不同時期看得見的行星都不同。有叫天球的软绵绵的球，這包括地球和太陽、行星的全部天體。後考慮恆星應該是天球沾上了天球開的細小的孔，除天球以外的光洩漏都能看得見。所有變化只在地球和月球之間發生、聲稱比這個遠的天體，永遠地變化只是重複定期的運動不來臨。
天動說不是僅天文學上的計算方法。當時的哲學思想被加入。因為神在宇宙中心安置地球這個人類住的特別天體。地球是宇宙中心的同時，也是全部的天體的主人。全部的天體是地球的，以跟著主人的形式運動。在中世紀歐洲作為把當時亞里士多德哲學作為那種體系的骨架，並汲取了的中世紀基督教神學上公認的東西，天動說被看作了正式的宇宙觀。在14世紀但丁發表的敘事詩神曲天堂篇，說月、太陽、木星等等的各行星同心圓狀包圍地球的周遭。

## 天動說的歷史

### 尤得塞斯的同心球
在公元前4世紀，古希臘的數學家尤得塞斯已想到一個以地球為中心，各個星體以多層同心球的方式環繞地球的宇宙體系了。鑲嵌了所有恆星的恆星同心球在最外層，以北天極為中心，用大約一天時間從東邊往西邊轉動（日周運動）。而屬於太陽的太陽同心球則以跟恆星同心球相反的方向（從西邊往東邊），用大約一年時間轉動（年周運動）。因為太陽同心球的自轉軸與恆星同心球的自轉軸並不重疊，所以在一年的時間內，太陽升到中天的高度不同，也由此解釋了四季的來源。在太陽與恆星之間的，就是各個行星的同心球了。從地球上看，行星看起來好像在星座之間移動，時快時慢，而且間中還會出現逆行的現象。為了解釋逆行，一個行星被配以多個不同轉動方向和速度的同心球。因為這些同心球都以地球作為共同的中心，所以地球與各個行星之間的距離保持不變。尤得塞斯的同心球學說後來被亞里士多德編入了他的宇宙觀中。

### 阿波羅尼奧斯的本輪
公元前3世紀左右的阿波羅尼奧斯或前2世紀左右的喜帕恰斯，都想到行星僅是以圓周運動環繞地球運行，並不足以完全解釋行星多樣化的運動。所以他們都想出是一個想像的小圓（而不是行星本身）在環繞地球作圓周運動，而行星就在這個小圓上運動。這個小圓被稱為本輪，而本輪環繞地球運動的軌道則稱為均輪。整個概念就好像遊樂場的機動遊戲「咖啡杯」：從整個遊戲設施的中心看，各個咖啡杯耳的運動都混合了兩種以上的圓周運動；多種圓周運動混合起來，便產生了杯耳行進的速度和方向看起來經常變化的現象，特別在杯耳接近機械中心時的變化更為明顯。行星運動中的「留」和「逆行」就是能用這個模型來粗略地解釋。
如果現實上行星環繞太陽運動（這概念為現在絕大部份人所認同）的軌道是完美的圓形，地心說就應該只需用一個本輪和一個均輪，就能完全解釋從地球上看到的行星運動了。不過實際上行星的運動規律比這更複雜，若要用地心說正確地記述所有行星的運動，則需要更複雜的體系。後來，天文觀測的準確度愈來愈高，地心說所構成的體系慢慢地不能配合實際的的觀測，為了使地心說體系能符合觀測數據，所以天文學家把本輪一個一個地加到既有的體系上；甚至到後期，各個天文學家都不知道每個行星應該有多少個本輪。最後因為使用的極度不方便，引發出哥白尼提出地動說——一個後來發展到基於牛頓萬有引力的法則而運行的宇宙模型。

### 托勒密系统
构成托勒密宇宙体系的是如下四个假定：
1. 天是球形的，而且像球那样转动；
2. 地也是球形的；
3. 地位于天的中央；
4. 地球静止不参与转动。

## 中國古代學說
《晉書·天文志》和《隋書·天文志》載「論天三家」，蓋天說、渾天說和宣夜說。其中稱地球在天之中類似於雞蛋黃在雞蛋內部的渾天說，或「天圓地方」的蓋天說似地心說但不同。